# Богородское (Рузский городской округ)
Богородское — село в Рузском районе Московской области России, входит в состав сельского поселения Дороховское. Население — 245 чел. (2010), в селе числятся 3 улицы. До 2006 года Богородское входило в состав Космодемьянского сельского округа.

## География
Село расположено на юго-востоке района, примерно в 30 километрах к югу от Рузы, на правом берегу реки реке Исьмы, высота центра над уровнем моря 194 м. Ближайшие населённые пункты в полукилометре — деревни: Златоустово на северо-запад, ниже по течению и Ленинка — восточнее, на другом берегу Исмы.

## История
Впервые в исторических документах деревня упоминается в XVII веке, как Прутский погост на реке Истьме, в 1705 году была выстроена деревянная церковь Покрова Богородицы, разрушенная в Смутное время. Впоследствии упоминается, уже как Богородское, в актах наследования 1686, 1705, 1713, 1763 годов. В «Экономических примечаниях к плану генерального межевания» 1796 года владельцем села и усадьбы при нём назван лейб-гвардии майор А. Г. Гурьев. В 1807 году его сын, Дмитрий Александрович Гурьев, построил в селе новую каменную церковь Покрова Пресвятой Богородицы, существующую поныне. При Гурьевых обустраивается усадьба — главный дом и два одноэтажных флигеля, парк с прудом, к нём — мраморные беседки и мраморные копии с итальянских статуй, конный двор и другие службы. Впоследствии наследники Гурьева распродали имение по частям.

## Население
| 2002 | 2006 | 2010 |
| ---- | ---- | ---- |
| 240  | ↗252 | ↘245 |